# Maison du bey à Loznica
La maison du bey à Loznica (en serbe cyrillique : Бегова кућа у Лозници ; en serbe latin : Begova kuća u Loznici) se trouve à Loznica, dans le district de Mačva, en Serbie. Elle est inscrite sur la liste des monuments culturels protégés de la république de Serbie (identifiant no SK 586),.

## Présentation
La maison date de la première moitié du XIXe siècle.